# Blåbärslundfly
Blåbärslundfly, Lacanobia w-latinum, är en fjärilsart som först beskrevs av Johann Siegfried Hufnagel 1766.  Blåbärslundfly ingår i släktet Lacanobia, och familjen nattflyn, Noctuidae. Efter att ha varit klassad som sårbar, VU i bedömningarna 2000 och 2010 är arten sedan 2019 enligt den finländska rödlistan klassad som  nära hotad i Finland. Arten  har en livskraftig, LC, population i Sverige. Artens livsmiljö är olika typer av gräsmarker med eller utan inslag av träd och buskar, även strandängar och ruderatmarker. I Finland är livsmiljön främst på tallmyrar och kärr. Tre underarter finns listade i Catalogue of Life. Lacanobia w-latinum caerulescens Schwingenschuss, 1962, Lacanobia w-latinum diniensis Heinrich, 1938 och Lacanobia w-latinum divitis Bryk, 1942. 

## Bilder

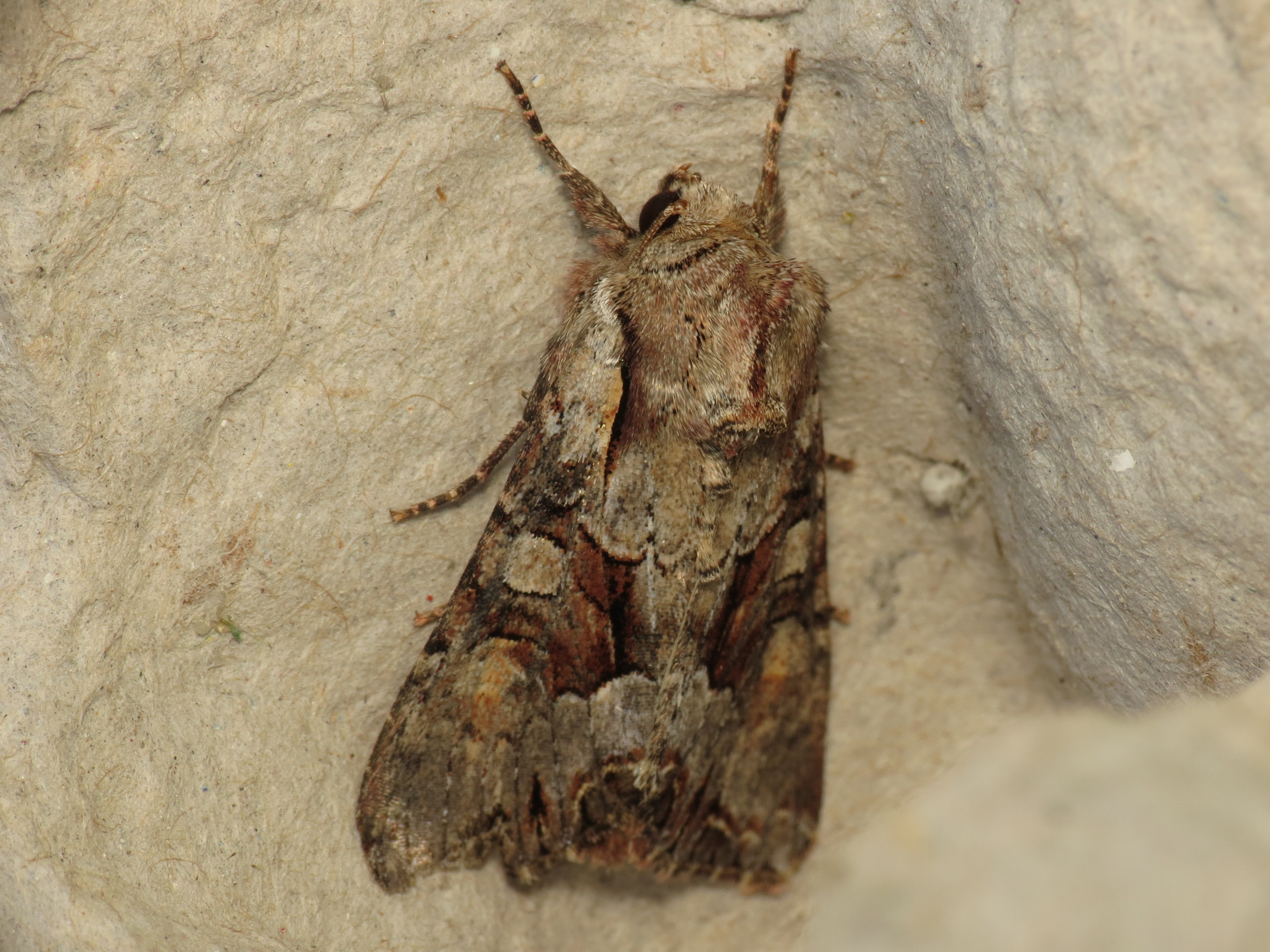
Imago fjäril.
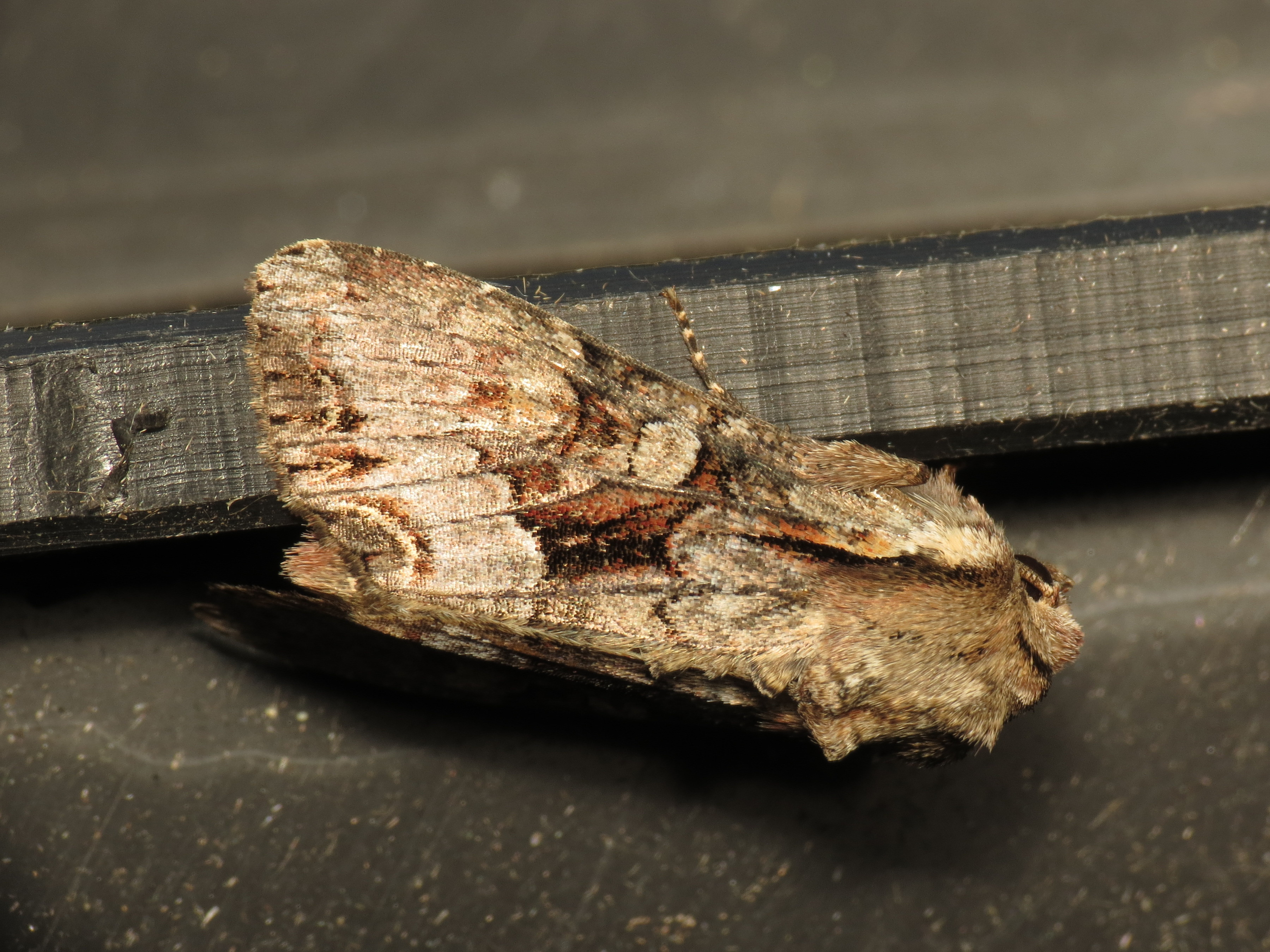
Imago fjäril.
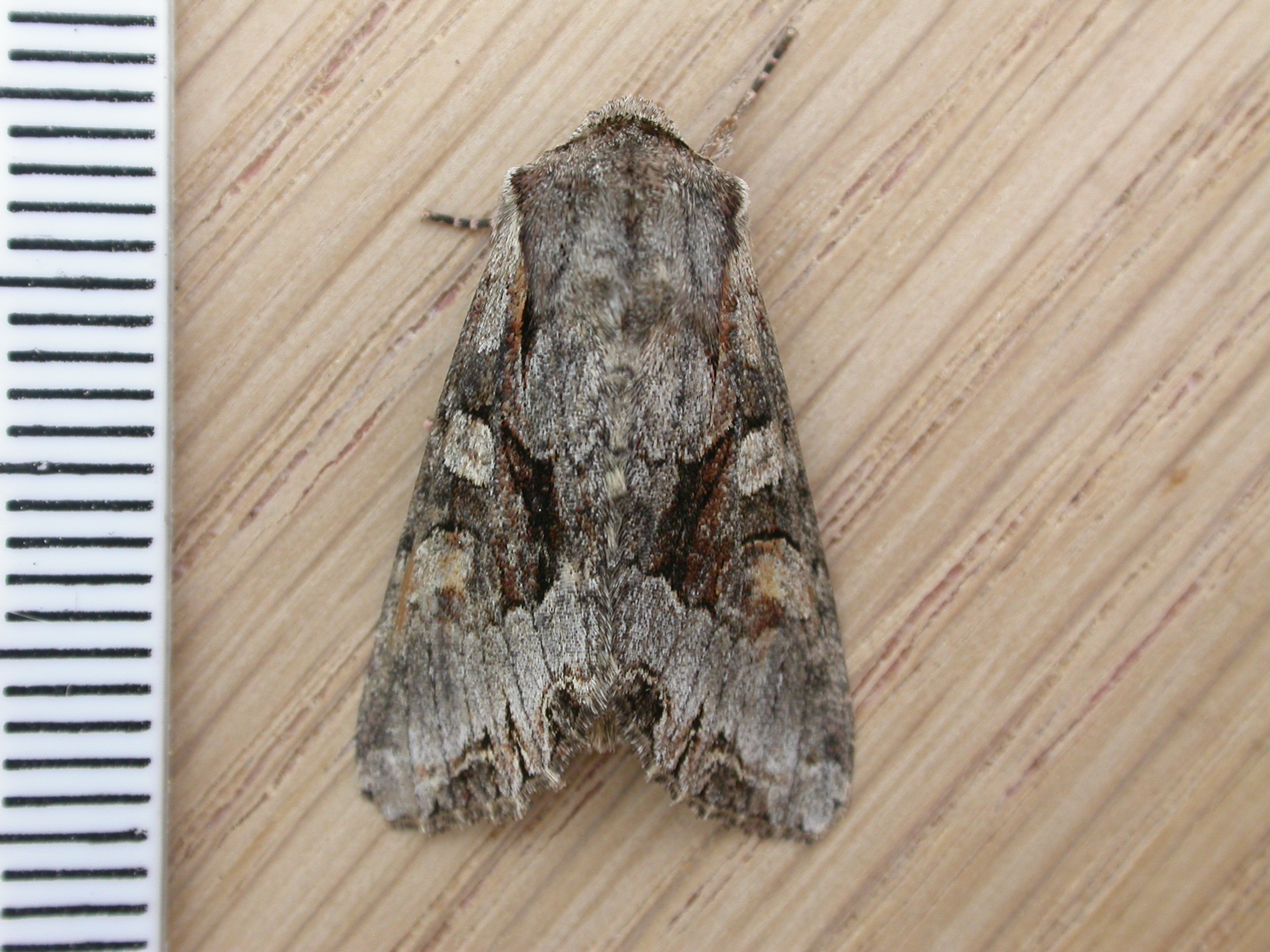
Imago fjäril.
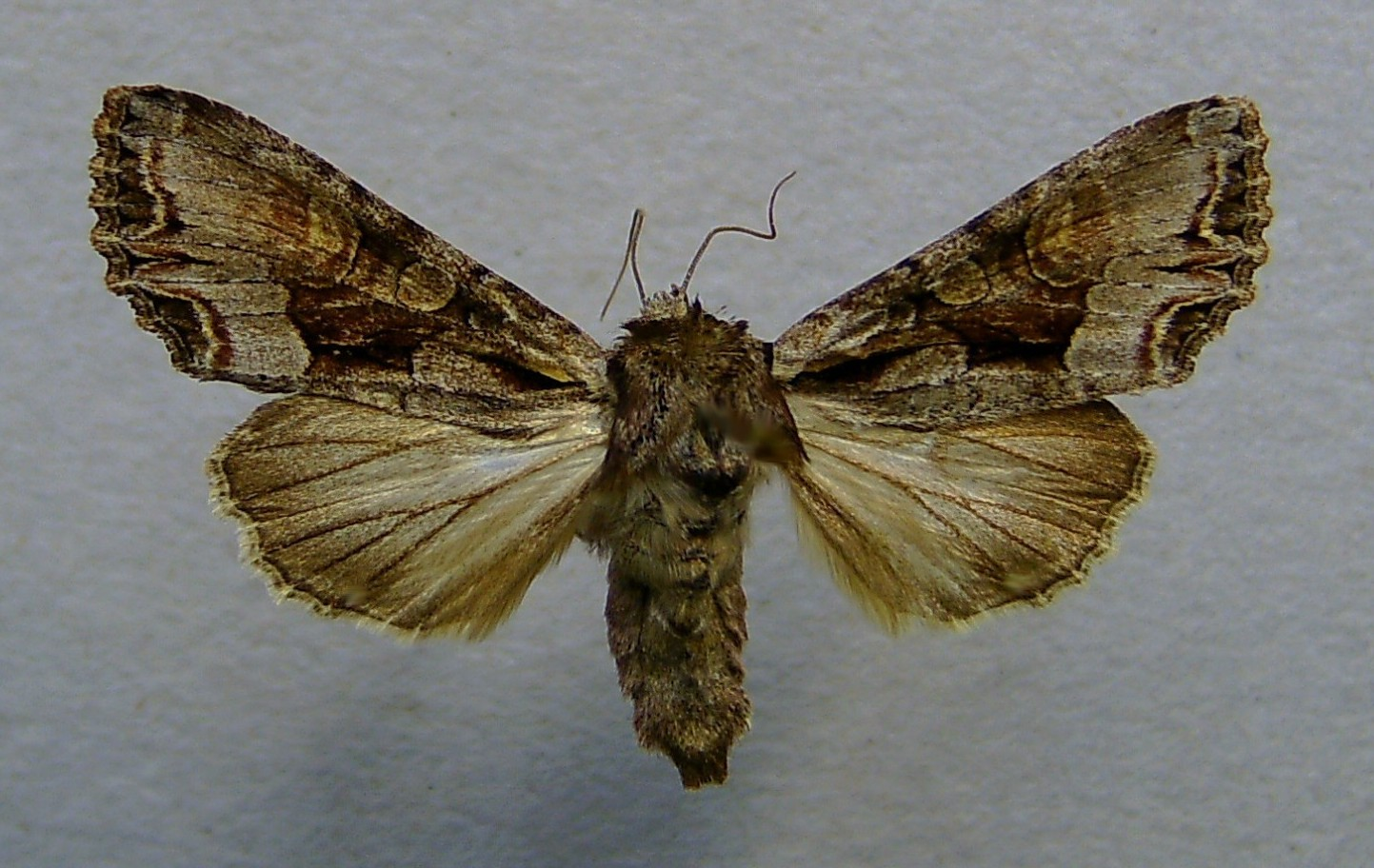
Preparerad (uppnålad) imago fjäril.